# 血流感染
血流感染（bloodstream infection）是由病原微生物侵入血流所引起的感染，包括了菌血症、病毒血症、真菌血症、毒血症、脓毒血症、败血症等所有概念。
菌血症（bacteremia）即血液中發現细菌，是致病菌由局部感染病灶侵入血流，但未在血液中繁殖或极少量繁殖，表现为一过性或间断性经过血流到达机体内适宜的组织器官，临床症状不明显。菌血症患者血液中的活菌特征为暂时性和自限性的现象，一旦有全身性感染症状，则转变为败血症或毒血症。
正常情形下血液是無菌的，如果在血液中發現細菌（最常見是經由血液培養發現）即屬異常。本詞与敗血症不同之處，在於敗血症意指針對細菌的宿主反应。菌血症与病毒血症相似，后者是病毒侵入血液。
细菌可能因為感染（例如肺炎或脑膜炎）、手術或侵入性治療（如涉及胃肠道等黏膜）、导管（包括靜脈注射）和其他异物、以及藥物濫用等原因而进入动脉或静脉。牙科手术或刷牙后可能会导致短暂菌血症。
菌血症可能对健康产生重要影响。对细菌的免疫反应可引起敗血症和敗血性休克，死亡率頗高。细菌还可以通过血液传播到身体的其他部位（称为血行性传播），結果在遠離最初感染部位的地方也發生感染，例如心内膜炎或骨髓炎。菌血症的治疗是處理感染源並使用抗生素。
菌血症通常是短暂的，免疫系统能迅速从血液中清除細菌。
菌血症经常引起称为敗血症的免疫系统反应，其症狀包括发烧、发冷和低血壓。对菌血症的严重免疫反应可能导致敗血性休克和多重器官衰竭，可能致命。

## 原因
细菌可以多种方式进入血液。但是，对于细菌的每种主要分类（革兰氏阴性、革兰氏阳性或厌氧菌），都有导致细菌血症的特征性来源或进入血液的途径。菌血症的原因还可以分为与医疗保健相关的原因 （在医疗机构接受护理的过程中获得）或由社区获得的原因（通常在住院之前在医疗机构之外获得）。 

### 革兰氏阳性菌血症
革兰氏阳性细菌是在菌血症成因上越來越重要。葡萄球菌、链球菌和肠球菌是其中最重要與常見。这些细菌通常在皮肤或胃肠道中发现。 

### 革兰氏阴性菌血症
革兰氏阴性细菌约占所有医疗照護相关菌血症病例的24％，占所有社区性菌血症病例的45％ 。通常，革兰氏阴性细菌是通过呼吸道、泌尿生殖道、胃肠道或肝胆系统的感染进入血液的。革兰氏阴性菌血症在老年人口（65岁或65岁以上）中更常见，并与该族群较高的发病率和死亡率相关。

### 菌血症的危险因子[11][15]
- HIV感染
- 糖尿病
- 長期血液透析
- 器官移植
- 干细胞移植
- 使用糖皮质激素治疗
- 肝衰竭
- 沙門氏菌
- 無脾臟（脾臟切除術後）[16]

## 诊断
最常见的是通过血液培养来诊断，將病人身上抽出的血樣以適合细菌生长的培养基培養。血液中如有细菌，细菌将繁殖而能發現之。 
一般而言，从人体不同部位，經過徹底消毒後，抽取的两套血液培养檢體，可以诊断菌血症。兩套陽性培養中如長出相同细菌，通常表示是真正的菌血症－－尤其是該細菌並非常見的表面汙染菌時。如果两套培養為陽性但菌種不同，通常顯示需要再进行一次（兩套）血液培养，以确认是污染菌或真正的菌血症。  血液培养可以以间隔一段時間重复進行，以确定是否為持續存在而非暫時性的菌血症。

## 治疗
血液中出現细菌几乎一定需要用抗生素治疗。如果延迟使用抗生素，惡化到敗血症，死亡率很高。
菌血症的治疗一開始先使用經驗性廣效抗生素。任何出现菌血症迹象或症状，或血液培养呈阳性的患者，均应开始静脉注射抗生素。抗生素的选择取决于最可能的感染源和經驗上常見引起该感染的微生物。其他重要的考虑因素包括患者过去的抗生素使用史，症状的严重程度，以及对抗生素的是否有过敏反应。如由血液培养物分离出病原菌，即應針對病原菌調整抗生素。